# Харрис, Саманта
Сама́нта Ха́ррис Шапи́ро (англ. Samantha Harris Shapiro; род. 27 ноября 1973, Хопкинс, Миннесота, США) — американская телеведущая, журналистка, актриса

 и фотомодель. Номинантка на Прайм-таймовую премию «Эмми» (2006, 2007) и Дневную премию «Эмми» (2016).

## Ранние годы
Саманта Харрис Шапиро родилась 27 ноября 1973 года в Хопкинсе, штат Миннесота, США, в семье рок-н-ролльного промоутера Ричарда (ум. 2015) и танцовщицы Бонни (в девичестве Харрис) Шапиро. В 1982 году её родители основали фестиваль эпохи Возрождения, известный как «King Richard’s Faire» в Карвере, штат Массачусетс. Она имеет ашкеназское происхождение и получила еврейское воспитание. В 1996 году Харрис с отличием окончила Школу журналистки Северо-Западного университета, получив степень бакалавра. Во время учёбы была членом женского общества «Delta Gamma».

## Карьера
С 2006 по 2009 год Харрис была соведущей телешоу «Танцы со звёздами» со второго по девятый сезон с Томом Бержероном. С 2010 по 2012 год она была корреспондентом «Entertainment Tonight». В сентябре 2015 года вернулась в программу в качестве соведущей для уикенд-выпуска.

## Личная жизнь
С 27 января 2005 года Харрис замужем за актёром и музыкантом Майклом Хесс. У супругов есть две дочери: Джосселин Сидни Хесс (род. 23 сентября 2007) и Хиллари Мэдисон Хесс (род. 19 января 2011).

### Болезнь
9 апреля 2014 года Харрис объявила, что у неё диагностирован рак молочной железы 2-й стадии. В том же месяце она перенесла двойную мастэктомию, во время которой обнаружилось, что болезнь распространилась на лимфатические узлы. В октябре того же года она сообщила, что болезнь находится в ремиссии.
15 августа 2024 года Харрис сообщила, что у неё диагностирован рак молочной железы во второй раз.